# 桜井日奈子
桜井 日奈子（さくらい ひなこ、1997年（平成9年）4月2日 - ）は、日本の女優、モデル、タレント。岡山県岡山市出身。インセント所属。2018年から「桃太郎のまち岡山大使」。

## 略歴
2014年7月に岡山美少女図鑑の発行元CroComが開催した、「岡山美少女・美人コンテスト」で「美少女グランプリ」に選出されてインセントに所属する。
2015年7月から大東建託いい部屋ネットのCMに採用されたことで知られる。
2016年は、5月に演劇『それいゆ』で舞台初出演、7月期日曜ドラマ『そして、誰もいなくなった』（日本テレビ）でテレビドラマに初出演、10月28日に初写真集『桜井日奈子です。』を発売、12月9日にFODドラマ『スマドラ「恋の503」』でドラマ初主演、など活動した。
2017年度の岡山市のPR動画に出演し、うらじゃ踊りをしながら鬼を退治する「鬼カワイイ岡山市」が公開3か月で再生回数が100万回を越えた。2017年5月3日に映画『ラストコップ THE MOVIE』で映画初出演、8月4日にアニメーション映画『トランスフォーマー/最後の騎士王』で初めて声優を務める。
2018年3月1日にファンクラブサイト「桜井日奈子 Official Fanclub」を開設し、4月27日に映画『ママレード・ボーイ』で映画初主演した。
2019年1月期土曜ナイトドラマ『僕の初恋をキミに捧ぐ』（テレビ朝日）で地上波連続ドラマのヒロインを務め、8月にYouTubeチャンネル「どこでもひなこ。official桜井日奈子」を開設し、桜井をモデルにした岡山市公式バーチャルユーチューバー (VTuber) HINAKOが登場する市のPR動画が10月12日に公開されて21日間で再生100万回を越えた。
2020年1月12日にNHK BS8Kで、13日にNHK BS4Kで、それぞれ放送されたドラマ『オートリバースの恋』でテレビドラマ初主演、7月期ドラマパラビ『ふろがーる!』（テレビ東京）で地上波連続テレビドラマで初主演した。
2022年5月4日から17日まで紀伊國屋ホール、29日と30日に梅田芸術劇場シアター・ドラマシティにて行われた舞台『富美男と夕莉子』で浜中文一とダブル主演を務め、舞台初主演、7月30日に中京テレビ制作のドラマ番組・バラエティ番組『あの界隈を恋愛ドラマにしたら…不覚にもキュンときた』でヒコロヒーと森田哲矢（さらば青春の光）とトリプルMCを務め、バラエティ番組で初めてMCを務めた。
2024年4月期ドラマプレミア23『95』（テレビ東京）で約4年ぶりに地上波連続ドラマにレギュラー出演し、7月期土ドラ10『マル秘の密子さん』（日本テレビ）で8年ぶりにゴールデンプライムタイムの地上波連続ドラマにレギュラー出演した。

## 人物
- 「桜井」は芸名で、母親が好きなMr.Childrenの桜井和寿から採った[19]。
- 特技はバスケットボール[2]で、幼稚園の5歳から13年間続けて身体が筋肉質になりキン肉マンとあだ名をつけられた[20][21]。バスケ関連の取材を受けることもある[22]。
- 武田玲奈は同年齢で、ドラマ『THE LAST COP/ラストコップ』（日本テレビ）で共演して以来親交が深い[23]。
- 趣味は、卵焼き巡り[24]と女子トーク[5]である。
- 卵焼き、ブリの照り焼き[25]、桃、イチゴ[2]などを好んで食べる。
- クラブ活動の友人から、副賞の東京ディズニーランド旅行をせがまれてコンテストに応募し、グランプリになり「岡山の奇跡」と評されたことから「キセキ」のあだ名で呼ばれた[26]。
- 北川景子に憧れている[27]。
- お笑いでは和牛のファン[28]。
- 2016年に大学へ入学した[29]。
- 芸能界のキャスティングオーディションで合格したことがない[30]。
- 片道約40分を自転車で通学して下半身の筋力が強化され、腹で100キログラムを挙げる。2024年7月2日放送『踊る!さんま御殿!!』（日本テレビ）より。後に「お腹で100kgあげるのではなくお尻で100kgを持ち上げる」と自ら番組で訂正した[31]。
- ホワイトニングするために歯医者でレントゲンを撮ったら、鼻の下に歯が一本埋まっているのが分かった[32]。

## 出演

### テレビドラマ
- そして、誰もいなくなった（2016年7月17日 - 9月11日、日本テレビ） - 君家砂央里 役[6]
- THE LAST COP/ラストコップ（2016年10月8日 - 12月10日、日本テレビ） - 三島菜々子 役[33]
- もみ消して冬〜わが家の問題なかったことに〜 第3話（2018年1月27日、日本テレビ） - 小岩井冨美代 役[34]
- 僕の初恋をキミに捧ぐ（2019年1月19日 - 3月2日、テレビ朝日） - ヒロイン・種田繭 役[12]
- みかづき（2019年1月26日 - 2月23日、NHK総合） - 大島菜々美 役[35]
- 砂の器（2019年3月28日、フジテレビ） - 田所佐知子 役[36]
- オートリバースの恋（2020年1月12日、NHK BS8K / 1月13日、NHK BS4K） - 主演・彼女 役[注 1][37]
- 年下彼氏 第1話（2020年4月12日、朝日放送テレビ） - ヒロイン・梨沙 役[38]
- ふろがーる!（2020年7月16日〈15日深夜〉 - 8月20日〈19日深夜〉、テレビ東京） - 主演・生実野早夜子 役[14][39]
- 金曜ロードSHOW!「映画公開記念!!今日から俺は!!スペシャル」（2020年7月17日、日本テレビ） - 詩織 役[40]
- ごほうびごはん（2021年10月3日〈2日深夜〉 - 12月19日〈18日深夜〉、BSテレ東） - 主演・池田咲子 役[41]
- しろめし修行僧 第5話（2022年5月7日〈6日深夜〉、テレビ東京） - ゲストヒロイン・北里えみり 役[42]
- それってパクリじゃないですか? 第6話（2023年5月17日、日本テレビ） - 道重若菜 役[43]
- 恋する警護24時 第4話・最終話（2024年2月3日・3月9日、テレビ朝日） - 原香 役[44]
- 95（2024年4月8日 - 6月10日、テレビ東京） - 広重淳子 役[17]
- マル秘の密子さん（2024年7月13日 - 9月28日、日本テレビ） - 松本千秋 役[18]
- 1995〜地下鉄サリン事件30年 救命現場の声〜（2025年3月21日、フジテレビ） - 星野奈緒 役[45]
- 人事の人見（2025年4月8日 - 6月17日、フジテレビ） - 森谷詩織 役[46]

### ウェブドラマ
- スマドラ「恋の503」（2016年12月9日、フジテレビオンデマンド） - 主演・志崎かすみ 役[47]
- さまぁ〜ずハウス #18「サラダ」（2018年、Amazonプライム・ビデオ） - 吉野菜緒 役[48]
- がっこう××× 〜もうひとつのがっこうぐらし!〜（2019年1月16日、Amazon Prime Video） - 主演・沢渡ゆかり 役[注 2][49]
- ヤヌスの鏡（2019年8月16日 - 10月4日、FOD） - 主演・小沢裕美（ヒロミ / ユミ）役[注 3][50][51]
- 恋の切れ目がおカネのはじまり? 第1話（2020年9月15日、Paravi） - 深井さとみ 役[52]
- マイルノビッチ（2021年2月12日 - 4月2日[注 4]、全8話、Hulu） - 主演・木下まいる 役（神尾楓珠とのW主演）[54]
- 君と世界が終わる日に（Hulu） - 宮木伊織 役
  - Season3（2022年2月25日 - 4月1日、全6話）[55][56]
  - Season4（2023年3月19日 - 4月16日、全5話） - ヒロイン（飯豊まりえとのWヒロイン）[57]
- 夢で見たあの子のために（2023年8月29日 - 、Lemino） - ヒロイン・琴川恵南 役[58]
- 恋し続けて警護240日（2024年2月10日 - 18日、TELASA） - 原香 役[59]

### 映画
- ラストコップ THE MOVIE（2017年5月3日、松竹） - 三島菜々子 役[60]
- ママレード・ボーイ（2018年4月27日、ワーナー・ブラザース映画） - 主演・小石川光希 役（吉沢亮とダブル主演）[11]
- ういらぶ。（2018年11月9日、アスミック・エース） - ヒロイン・春名優羽 役[61]
- 任侠学園（2019年9月27日、エイベックス・ピクチャーズ） - 小日向美咲 役[62]
- 殺さない彼と死なない彼女（2019年11月15日、角川） - 主演・鹿野なな 役（間宮祥太朗とのダブル主演）[63]
- 魔女の香水（2023年6月16日、アーク・エンタテインメント） - 若林恵麻 役[64]
- キングダム（東宝 / ソニー・ピクチャーズ エンタテインメント） - 東美 役
  - キングダム 運命の炎（2023年7月28日）[65]
  - キングダム 大将軍の帰還（2024年7月12日）[66]
- 聖☆おにいさん THE MOVIE〜ホーリーメン VS 悪魔軍団〜（2024年12月20日、東宝） - マーラの娘・次女 役[67]

#### 吹き替え
- トランスフォーマー/最後の騎士王（2017年8月4日、東和ピクチャーズ） - イザベラ（イザベラ・モナー） 役[68]

### 舞台
- それいゆ（2016年5月26日 - 29日、大阪：梅田芸術劇場 / 6月1日 - 5日、東京：Zeppブルーシアター六本木） - 大河内舞子 役[5][69]
- 朗読劇「ラヴ・レターズ」30th Anniversary Special（2020年8月23日、パルコ劇場） - ヒロイン・メリッサ 役（崎山つばさ）[70]
- ミュージカル「17 AGAIN」（2021年5月16日 - 6月6日、東京：東京建物Brillia HALL / 6月11日 - 13日、兵庫：兵庫県立芸術文化センター KOBELCO大ホール / 6月18日 - 20日、烏栖：鳥栖市民文化会館 大ホール / 6月26日、広島：広島文化学園HBGホール / 7月1日 - 11日、名古屋：御園座） - マギー 役[71]
- 富美男と夕莉子（2022年5月4日 - 17日、東京：紀伊國屋ホール / 5月29日 - 30日、大阪：梅田芸術劇場シアター・ドラマシティ） - 主演・九羽平夕莉子 役（浜中文一とのW主演）[15]
- ハロルドとモード（2023年9月28日 - 10月12日、東京：EX THEATER ROPPONGI）[72]
- 138億年未満（2024年11月23日 - 12月8日、東京：本多劇場 / 12月12日 - 16日、大阪：サンケイホールブリーゼ） - 韮沢カスミ 役[73]

### テレビ番組
- そんなバカなマン（2016年10月16日、フジテレビ） - ゲスト
- あの界隈を恋愛ドラマにしたら…不覚にもキュンときた（2022年7月30日 - 、中京テレビ放送） - MC（ヒコロヒーと森田哲矢(さらば青春の光)とトリプルMC）[16]
- 相葉雅紀の人生クイズ〜クイズ監修バカリズム〜（2023年4月26日、テレビ東京） - ゲスト解答者
- さんま御殿（2024年7月2日、読売テレビ） - ゲスト
- アイタイシソンヌ（2024年12月27日、日本テレビ）- ゲスト

### CM
- 大東建託「いい部屋ネット」（2015年 - 2019年）[74]
- 岡山理科大学 教育学部新設PRCM（2015年 - 、Web CM）[75]
- LINE MUSIC（2015年5月28日 - 6月10日、Web CM）[76]
- コロプラ「白猫プロジェクト」（2015年 - 2017年）[77]
- ニベア花王「8×4 BODY FRESH」（2016年 - ）[78]
- グロップ（2016年 - ）[79]
- JR東日本 JR SKISKI「冬が胸にきた。」篇（2016年 - 2017年）[80]
- コスモ石油「コスモステーション」（2017年4月1日 - ）[81]
- 花王「プリマヴィスタ」（2020年）
- 令和5年度個人向け国債公式ナビゲーター（2023年）[82][83]

### 広告
- ジョイフル恵利（2015年）
- 山陽新聞「求む、桃色鑑定士」（2015年）[75]
- CRED OKAYAMA 誕生祭スチール（2015年3月6日 - 22日）
- 平成28年 岡山県知事選挙（2016年9月24日 - 10月23日）[84][85]
- セガサミー「スポーツ応援企画」（2020年） - 応援キャプテン[86]
- 赤い羽根共同募金「赤い羽根サポーター」（2019年・2020年10月 - 12月）[87]
- SABON SABON ジャパン（2022年1月 - ） - アンバサダー[88]

### フリーペーパー
- 岡山美少女図鑑（2009年9月発行）
- 旅色FO-CAL「石川県七尾市特集」（2023年春号）

### その他出演番組
- そんなバカなマン（2016年10月、フジテレビ）
- 着信御礼!ケータイ大喜利（2016年10月22日、NHK）
- アメトーーク! 年末5時間SP（2016年12月30日、テレビ朝日） - オブサーバー側ゲスト
- 東京オリパラ団（2017年1月8日、NHKBS1）
- 痛快TVスカッとジャパン（フジテレビ）
  - 胸キュンスカッと「恋のラテアート」（2016年10月31日） - 中村純 役
  - 胸キュンスカッと「本命チョコはあなたに」（2017年2月13日） - 小林静香 役
  - 胸キュンスカッと「君に王手」（2017年7月31日） - 佐伯美久 役
  - 胸キュンスカッと「恋のマラソン大会」（2018年2月5日） - 岡田真央 役
- ＠okayama“人として生きたかった”～受け継ぐ ハンセン病元患者たちの思い～（2018年5月18日、NHK岡山放送局） - メインナレーション[89][90]
- 沼にハマってきいてみた（2018年10月1日 - 、NHK Eテレ） - 月曜MC（サバンナ・高橋茂雄と担当）[91]
- たとえBAR（2019年3月30日、NHK総合）[92]
- バナナサンド（2020年2月11日、TBS）[93]
- THE突破ファイル（2021年11月4日、日本テレビ） - 桜井隊員 役
- 有吉のお金発見 突撃!カネオくん「夏休みＳＰ！ホテルの朝食もクワガタも絶景も」（2022年8月13日、NHK）
- 激レアさんを連れてきた。（2023年12月4日、2024年4月1日　テレビ朝日）MCの弘中綾香アナウンサーが10月23日の放送をもって産休入りしたため、代役6人目としてこの日に登場。過去、客員研究員として7回出演している[94]。4月1日の回では週替わりで代役MCが登場するなか、2度目のMCを務めた[95]。

## 書籍
- 桜井日奈子 CM MAKING PHOTO BOOK（2017年4月8日、玄光社『CM NOW』2017年5月号別冊）[96]

### 写真集
- 桜井日奈子です。（2016年10月28日、KADOKAWA、撮影：桑島智輝）ISBN 978-4-04-895689-5[7]
- 桜井日奈子！（2017年10月13日、東京ニュース通信社、撮影：小池伸一郎）ISBN 978-4-86336-689-3[97][98]
- 桜井日奈子10周年記念写真集 鴇色（2024年9月6日発売予定、東京ニュース通信社）[99][100][101]

### カレンダー
- 桜井日奈子 2017カレンダーブック (2016年10月31日、KADOKAWA・カドカワムック) ISBN 978-4-04-895690-1[7]
- 桜井日奈子 2019カレンダーブック（2018年10月30日、KADOKAWA・カドカワエンタメムック）ISBN 978-4-04-735281-0[102]
- 桜井日奈子カレンダー2020（2019年10月19日、東京ニュース通信社）ISBN 978-4-86336-982-5[103]
- 桜井日奈子2021カレンダーブック（2020年10月1日、東京ニュース通信社）ISBN 978-4-86701-131-7[104]
- 桜井日奈子2022カレンダーブック（2021年10月28日、東京ニュース通信社）ISBN 978-4-86701-315-1[105]
- 桜井日奈子2023カレンダーブック（2022年11月2日、東京ニュース通信社）ISBN 978-4-86701-499-8[106]
- 桜井日奈子2024カレンダーブック（仮題、2023年11月4日、東京ニュース通信社）[107]

### その他
- MAMOR（2016年7月号、扶桑社） - 防衛省広報誌。古河駐屯地の第1施設団を訪問し、陸上自衛隊の制服などを着て撮影、表紙と巻頭グラビアを飾る。

## ディスコグラフィ

### 配信
- 花と毒薬（2019年8月16日配信開始） - 主演ドラマ『ヤヌスの鏡』（FOD）主題歌[108]

### 参加作品
- A Chapter in my life about Happiness（2021年6月30日） - クレイユーキーズにゲストボーカル参加。